# 李煥之
李焕之（1919年1月2日—2000年3月19日），原名李昭彩，又名李鍾煥，福建晋江人，生于英屬香港，中国作曲家、指揮家、音樂教育家。

## 生平
1919年1月2日在香港出生。李煥之的父親李孫修祖籍中國福建省南部（閩南）泉州晉江市池店镇，母親鄭惠珍是一名基督徒，祖籍台灣台北，兩人在台北結婚後，到香港工作，生下他和他的姐姐
早年在厦门双十中学就读，1936年考進上海音樂專科學校，師從蕭友梅等教授學習。1938年，從香港到延安參加革命，入讀魯迅藝術學院音樂系，師從冼星海教授學習作曲和指揮藝術。同年的11月29日，加入中國共產黨。畢業後留校任教，曾任音樂系主任。
中華人民共和國成立後，到中央音樂學院工作，後調中央歌舞團。1960年出任中央民族樂團首任團長，並兼第一任首席指揮。他曾率團到亞洲（日本等）、非洲（坦尚尼亞、津巴布韦等）、拉丁美洲、歐洲（匈牙利、英國、法國、德國等）、蘇聯、澳大利亞等許多國家舉行音樂會，擔任指揮。而在東京的音樂會實況錄音在日本出版了黑膠唱片專輯和音樂光盤。
2000年3月19日在北京逝世。

## 家庭
妻子為李群，並育有3個兒子：長子李大康是資深錄音師、次子李小康、幼子李毅康。

## 作品
他最為人所認識的作品是《春節組曲》中的第一樂章「序曲-大秧歌」，每逢農曆新年期間，本曲於公眾地方或是媒體中均能聽到，經常被獨立抽出來作單獨演奏，後來更被人民音樂出版社獨立發行樂譜，並稱為《春節序曲》。
其他較著名的作品，分別有兩首交響曲：《英雄海島》（第1號）及《路》（第2號）、歌曲《社會主義好》、《摸著石頭過河》、《鄉音寄懷》、箏協奏曲《汨羅江幻想曲》、由香港中樂團委約創作的《箜篌引》、《晉江之歌》、《白鷺女神之歌》、《一片相思一片情》、《大地之詩》、《秦王破陣樂》、與李群共同創作的《春到中原》、《小鳥的天堂》等。現時《义勇军进行曲》一般採用的管絃樂版本，也是由李煥之所配器的。
李煥之十分喜歡箜篌，除了創作了多首箜篌曲目外，在推廣箜篌演奏和研究上也不遺餘力。